# Stonski kanal
Stonski kanal este o arie protejată (sit de importanță comunitară — SCI) din Croația întinsă pe o suprafață de 569,19 ha, integral marine.

## Localizare
Centrul sitului Stonski kanal este situat la coordonatele 42°48′19″N 17°44′43″E / 42.805372°N 17.745387°E.

## Înființare
Situl Stonski kanal a fost declarat sit de importanță comunitară în iulie 2013 pentru a proteja un număr necunoscut de specii din flora spontană și fauna sălbatică aflate în arealul zonei.

## Biodiversitate
Situată în ecoregiunea marină mediteraneană, aria protejată conține 2 habitate naturale: Golfuri mici largi și golfuri puțin adânci, Straturi cu Posidonia (Posidonion oceanicae).
La baza desemnării sitului se află un număr nedeclarat de specii protejate.